# XIIe siècle en musique
| \| • Retour à la chronologie générale de la musique populaire • \| |
| XXIe siècle • XXe siècle • XIXe siècle • XVIIIe siècle XVIIe siècle • XVIe siècle • XVe siècle • XIVe siècle XIIIe siècle • XIIe siècle • XIe siècle • Xe siècle IXe siècle • VIIIe siècle • Haut Moyen Âge • Rome • Grèce |
| • Retour à la chronologie générale de la musique populaire • |

| • Retour à la chronologie générale de la musique populaire • |

| Années de la musique populaire : 1097 - 1098 - 1099 - 1100 - 1101 - 1102 - 1103    |
| Décennies de la musique populaire : 1070 - 1080 - 1090 - 1100 - 1110 - 1120 - 1130 |

## Événements
- Polyphonie (école de Notre-Dame).
- Introduction du luth, du psaltérion, des petites timbales, et de la lyre à trois cordes (par les Arabes).
- Invention de la portée musicale, perfectionnement par rapport à la ligne horizontale introduite par Guido d'Arezzo au XIe siècle.